# 大白兔奶糖

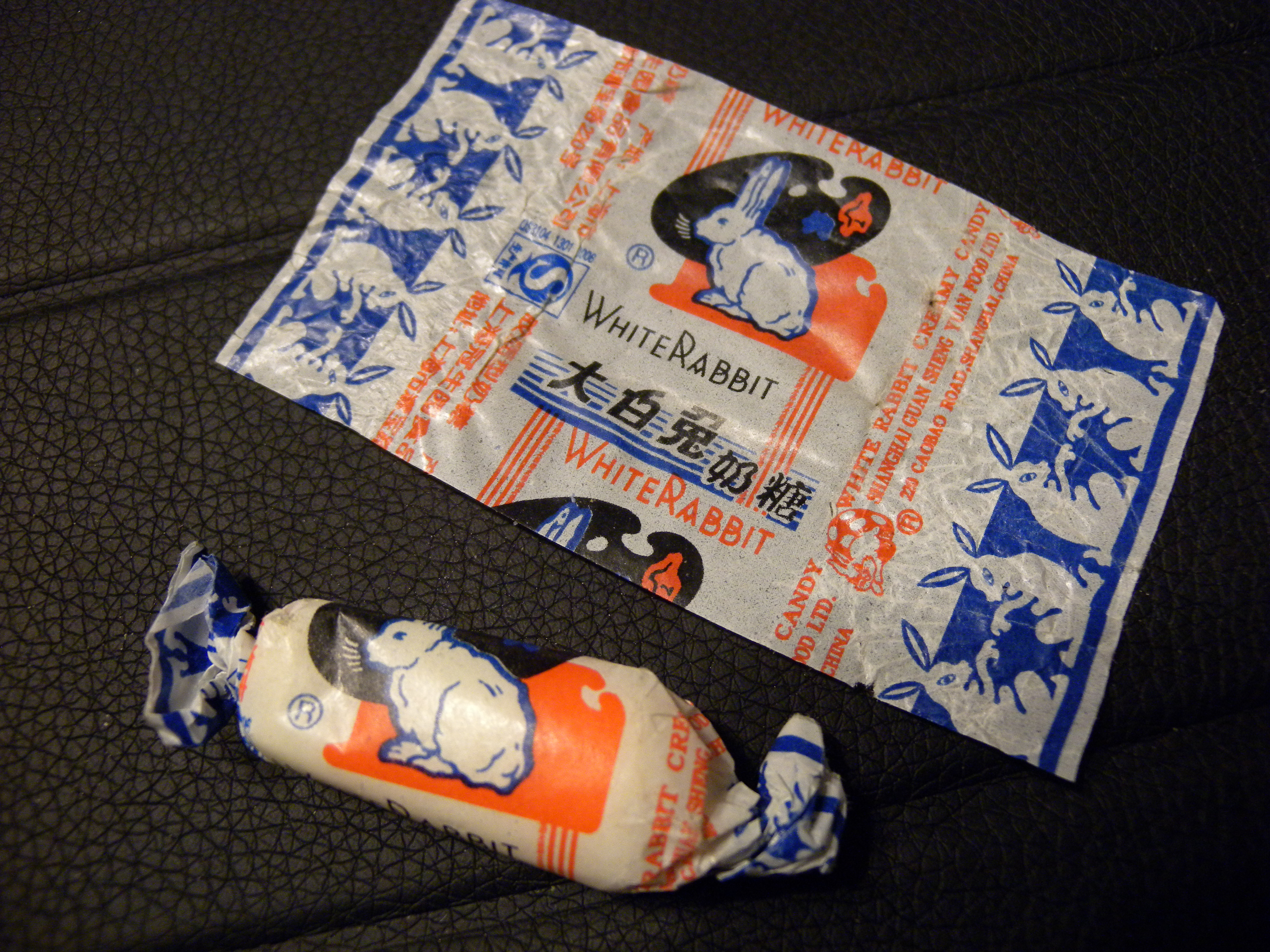
原味大白兔奶糖

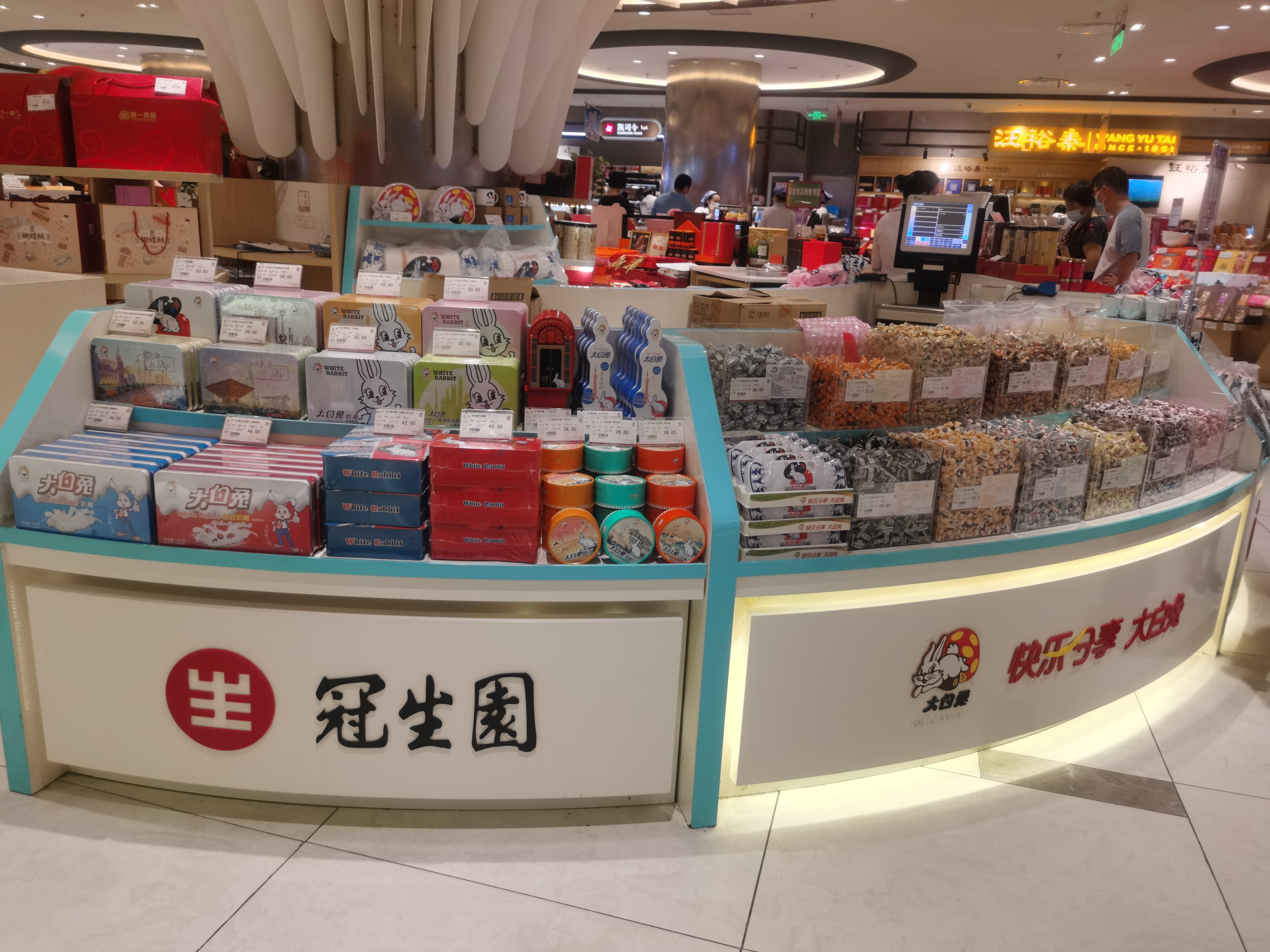
一家商店销售的不同口味及不同包装的大白兔奶糖

大白兔奶糖是中國上海冠生园食品有限公司出產的牛奶糖品牌。
大白兔奶糖是很多中国内地人與香港人童年记忆的一部分，在许多中国经典影视剧里都出现过大白兔奶糖，如：电影《三峡好人》、《合约情人》、《山楂树之恋》、《罐头小人》等；电视剧《士兵突击》、《金婚》、《爱情公寓》、《钢铁年代》、《那些年那些事》、《女人帮》等。2014年，大白兔投资拍摄了青春偶像剧《红色青橄榄》，由金莎演唱的主题曲《你是我的糖》是为大白兔度身定制的歌曲。

## 背景與歷史
大白兔奶糖是白色的，質地柔軟耐嚼，形狀是約3厘米長，直徑1厘米的圓柱，類似西方的牛軋糖或太妃糖。每顆糖果外面用印刷的蠟紙包裝，裡面用薄薄的糯米紙包裝。糖果的成分包括：玉米澱粉、玉米糖漿、蔗糖、黃油與牛奶，每顆糖果含有20卡路里的熱量。
大白兔奶糖的前身是“ABC米老鼠”奶糖。上海ABC糖果厂的老板冯伯镛當時嘗試過英國的牛奶糖之後，決定仿製。產品配方由劉義清發明，採用液體葡萄糖、白砂糖、奶粉、煉乳等原材料，1943年在上海用手工生產。冯伯镛看到当时米老鼠卡通片廣受上海儿童歡迎，就设计了紅色米老鼠蠟紙包装，并命名为“ABC米老鼠”奶糖。1956年，ABC糖果厂收归国有，改名为爱民糖果厂；米老鼠被認為是崇洋媚外，所以请上海美术设计公司设计了大白兔的新包装，推出“大白兔奶糖”。1950年代末，蔣茂有對這一配方進行調整，改變了奶粉、奶油、煉乳的比例，讓奶糖味道更加純正，也更適合大眾口味。這個配方沿用至今，幾乎沒有改變。1976年，在国有资产改组整合的背景下，爱民糖果厂并入上海冠生园总厂。
三年困難時期，當時只有家中有初生嬰兒才能訂牛奶，很多需要營養的老人、小孩都訂不到，就有人靈機一動：既然大白兔奶糖裡面有牛奶，用熱水一泡應該能變成牛奶，不少人嘗試後，「七粒大白兔奶糖能泡一杯牛奶」這句話便傳開了。
1972年美國總統理查德·尼克松訪問中國時，周恩來總理將大白兔奶糖作為国禮赠与尼克松。周总理还把大白兔奶糖送给苏联领导人赫鲁晓夫、勃列日涅夫等人。
德國行為藝術家約瑟夫·博伊斯喜歡兔子，他於1979年利用大白兔奶糖的糖紙，做成了紙上彩色絲印版畫作品《中國兔子糖》。此作品2013年在中國展出。
1979年，大白兔奶糖荣获国家银质奖，1992年又被评为中国14大驰名商标中唯一的一个食品类品牌。
大白兔奶糖糖纸最新的设计，採用了邮票设计中的防伪技术。糖纸上印有四根红色直线，其中最内侧的一根上就是防伪微缩文字，要用放大镜才看得清。
今天，大白兔奶糖除了传统的原味外，还有酸奶味、红豆味、清凉味、巧克力味和玉米味等多种口味。
2016年3月，大白兔与法国时尚品牌“agnès b.”合作，推出限量珍藏版，包装有蓝色、粉色两款（均为铁盒）。其中蓝色盒装（牛奶味）128克，每盒售价65元人民币；粉色盒装（红豆味）每盒售价68元人民币。
2018年9月，大白兔与上海家化旗下的美加净合作，推出美加净牌大白兔奶糖味润唇膏。
2019年5月29日，冠生园与快乐柠檬合作在上海LuOne凯德晶萃广场三楼开办首个大白兔奶茶店，但为快闪店形式，只营业约2个月。
2020年3月，大白兔与上海益民食品一厂合作，推出大白兔雪糕。产品亦出口至美国纽约、洛杉矶、新加坡、香港等地。
2021年9月24日，光明乳业与冠生园共同製作大白兔奶糖风味调制乳，在長三角以及东南亚的7-11便利店推出。
2022年11月，时尚品牌蔻驰与上海老字号大白兔合作，在进博会上首发一系列联名款的手袋与服饰。。

### 財務數據
1959年，「大白兔」為國慶十週年獻禮而誕生。當時工廠只有一條生產流水線，每天的產量是800公斤，許多生產環節還要手工操作來完成。當時大白兔奶糖的年銷量只有幾千萬元人民幣。2000年大白兔奶糖銷售額達4億元人民幣。2002年起，大白兔糖的銷量每年保持兩位數遞增，2004年大白兔奶糖銷售額達6億元人民幣。2011年大白兔糖果銷售增長69%。根據冠生園集團數據，大白兔奶糖利潤約佔集團60%，糖果等是冠生園毛利率較高的產品，約在30%-40%。
上海漕寶路的大白兔奶糖廠每年能生產2萬噸奶糖。2010年12月大白兔奶糖廠搬到星火開發區，公司將投資1.7億元，每年能生產5萬噸。
三聚氰胺事件的爆發，大白兔奶糖因召回及停銷在國內和國際市場奶糖所遭受的損失達5億人民幣。

## 负面事件

### 福尔马林污染是否假冒產品爭議
2007年7月16日，菲律賓食品和藥品局（BFAD）向菲律宾媒体通告，4個中國製造的進口食品含有福爾馬林，應該收回。4個食品是大白兔奶糖，牛奶糖， Balron葡萄餅乾及永康食品葡萄餅乾。17日，多家国际媒体转载此事，冠生园食品公司约有10箱货品暂留无法发货。事件发生後，菲律宾本地的大白兔奶糖经销商庄万益公司的总经理雷纳多·坎波亚与BFAD交涉，但BFAD拒绝提供样品检测报告，也不提供答辩渠道。冠生园食品公司通过庄万益公司向BFAD请求索取检测报告和相关产品实样，BFAD没有答复。18日，冠生园食品公司发表公开声明，稱对BFAD不提供检验详细情况以及涉事样品感到遗憾，同时就此事件可能对冠生园食品公司声誉构成的损害保留法律追究权利。19日，瑞士通用公证行（SGS集團，世界上最大的檢驗和測試公司）上海子公司公布相关检验報告，结果是大白兔奶糖没有添加福尔马林。冠生园食品公司据此声称在菲律賓的假冒糖果可能是真正的罪魁禍首。上海市质监部门和中国国家质检总局在事发後都介入调查，20日，中国国家质检总局举办新闻发布会，宣布调查结果，认为大白兔奶糖没有BFAD所称的问题。
BFAD发布消息时，并未同时通告中国驻菲律宾使馆商务处。中国驻菲律宾使馆商务处得悉後，立刻与BFAD展开交涉。20日，BFAD同意双方会见，但拒绝提供涉事样品以及检测资料，同时声明检验报告只依照样品包装袋上的信息进行通告，不负责鉴别是否是假冒产品。进行检测的实验室是BFAD自己设立的实验室，而不是BFAD认可的第三方化验机构。
7月20日，新加坡農業，食品和獸醫管理局（AVA）对冠生园新加坡经销商福南公司仓库中的大白兔奶糖进行抽样检验，检测结果显示大白兔奶糖的福尔马林含量極微，符合世界卫生组织的安全标准；7月20日，文莱卫生部发表声明，宣布经过该部检测表明，中国产的“大白兔奶糖”不含福尔马林。21日，香港食物安全中心在香港超市抽取大白兔奶糖样品进行检测，经化验证实不含福尔马林成分。22日起，大白兔奶糖恢复向新加坡、哥斯达黎加、马来西亚、印度、尼泊尔、美国出口供货。新加坡和马来西亚经销商追加订单。然而2007年7月24日，菲律賓大白兔奶糖經銷商決定遵從BFAD的收回令。
7月24日，印尼食品藥品監管局公布食品福尔马林抽樣检测結果，發現在雅加達出售的“大白兔奶糖”含有福尔马林。8月9日，印尼宣布在巨港與馬塔蘭抽樣检测的大白兔奶糖也含有福尔马林。印尼將這些食品扣留銷毀，呼吁民众不要购买类似无销售许可食品。中国驻印尼大使馆商务处对印尼食品藥品監管局不遵守WTO成员国之间贸易影响最小化原则，首先向印尼国内发出警告，而没有经由政府渠道解决问题感到遗憾。同时声称，抽检样品不是在海关查获，而是在农贸市场随机抽取“印有中文字样的货品”，并没有考证产品进货来源就宣称是中国进口产品，过于草率。在其後的会面中，印尼食品藥品監管局并没有出示任何产品源自中国的证据。印尼食品藥品監管局局長 Husniah 表示，中方在会面前採取貿易報復手段，禁止進口印尼海鮮。会面中，中方建議印尼降低食品安全標準，她對此非常驚訝與氣憤。
2007年8月後，冠生园食品公司声称，新加坡、文莱、香港等地的机构抽检结果都是不含福尔马林，大白兔奶糖的出口量不断上升，已经摆脱福尔马林事件影响。

### 三聚氰胺污染事件
2008年中国爆发奶制品污染事件，多家奶粉品牌被检出含有三聚氰胺。2008年9月21日，新加坡農業食品及獸醫局檢測奶糖的三聚氰胺含量超標（160ppm），發出警告並禁賣，新加坡政府雖發現大白兔奶糖是該次檢驗含量最高的，但不如同時間中國大陸受污染的嬰幼兒奶粉有立即危險，並以大白兔奶糖為例，算出一個體重60公斤的成人，如果每天吃超過47顆，吃一輩子，三聚氰胺才會超過耐受限值，籲呼新加坡民眾不用過度驚慌。24日，英國連鎖超市 Tesco 對三聚氰胺污染報告作出反應，把所有大白兔奶糖從貨架收回「以防萬一」。香港食物安全中心在實驗室檢測三聚氰胺含量超標六倍後，發出警告，要求產品收回。澳大利亞與紐西蘭要求產品收回。2008年9月，美國康涅狄格州消費者保護部警告消費者不要食用大白兔奶糖，因為康涅狄格州農業實驗室測試出它含有三聚氰胺。美國加州州政府也宣佈在大白兔奶糖中測試出三聚氰胺。2008年9月，美国食品药品监督管理局警告消費者，大白兔奶糖可能被三聚氰胺污染，而美國的分銷商也收回產品。類似的測試，在南非也測出它含有三聚氰胺。
9月26日，冠生园旗下的上海光明食品集团决定，大白兔奶糖暂停在中国国内销售，並全面停止出口大白兔奶糖，同时召回所有9月18日以前卖出的大白兔奶糖。
2008年10月16日，使用合格奶源制造的新品大白兔奶糖经过上海质量技术监督部门抽检合格後，按照“先上海後外地”的原则在上海率先上市，以加贴了印有“不含三聚氰胺，请放心食用”字样的绿色标签新外包装重返市场。21日，大白兔奶糖在北京恢复上架。上海市场新产品前几天的销售额估计是平常的三倍。而产品次重要的市场——江苏和浙江，整体的市场恢复期则滞后半个月。其中杭州市区，新产品销量只有原来的一半左右。产品在安徽及其他内陆省份都不容乐观。事件后，中信资本对冠生园集团注资50亿元；冠生园明显加大了广告投放。
2009年4月，冠生园恢复对新加坡、马来西亚、澳大利亚、印度、加拿大、美国等国出口大白兔奶糖。新品大白兔奶糖采用澳大利亚合格奶源。同时冠生园也推出经过美国食品药品监督管理局认可，專供外銷的大白兔金兔奶糖。